# Leucorreducción
La leucorreducción es la eliminación de glóbulos blancos (o leucocitos) de la sangre o de los componentes sanguíneos suministrados para la transfusión de sangre. Después de la eliminación de los leucocitos, se dice que el producto sanguíneo es leucorreducido.

## Beneficios y costos
Se teoriza que las transfusiones que contienen glóbulos blancos pueden causar efectos adversos a través de múltiples mecanismos. Los glóbulos blancos pueden albergar enfermedades infecciosas y algunos patógenos estarán más concentrados en los glóbulos blancos que el resto de productos sanguíneos. También se teoriza que los glóbulos blancos del donante pueden suprimir el sistema inmunitario del receptor al interactuar con él.
En la revista científica del AABB, Transfusion, se publicó un metaanálisis realizado en abril de 2007 por el Dr. Neil Blumberg y otros y que cubría a 3093 pacientes que recibieron sangre leucorreducida. De acuerdo con el metaanálisis, el uso de sangre leucorreducida redujo la frecuencia de infección post-transfusión en un 50%. En un estudio anterior, Blumberg y otros informaron que un cambio en el uso universal de sangre leucorreducida en el Hospital Strong Memorial parte del centro médico de la Universidad de Rochester redujo la infección post-transfusión en un 33-45%.
Sin embargo, otros estudios científicos cuestionan la efectividad de la leucorreducción. Un estudio realizado en marzo de 2007 por investigadores del Centro Médico de la Universidad del Sur de Alabama no encontró reducción de la mortalidad ni la duración de la estancia hospitalaria en 439 pacientes traumatizados que recibieron transfusiones leucorreducidas en comparación con 240 pacientes que no lo hicieron. Investigadores de la Universidad de Washington informaron en octubre de 2006 que un estudio de 286 pacientes con lesiones transfundidas no mostró reducción en la mortalidad ni en la duración de la estancia, aunque se observó una reducción del 16% en la tasa de infección con una significación estadística marginal.
La leucorreducción tiene el efecto involuntario de eliminar aproximadamente el 10% de los glóbulos rojos de los glóbulos rojos concentrados. Debido a que la sangre de las personas que poseen la mutación de la célula falciforme es difícil de filtrar, la leucorreducción a menudo no se realiza en donantes que pueden tener el gen de la célula falciforme, más común en personas de ascendencia africana.
El Dr. Blumberg, el autor principal del metanálisis que cubre a 3093 pacientes, declaró en la prensa que el ahorro de costos debido a la leucorreducción universal excede el costo de realizar la leucorreducción. Él estima que costo de la leucorreducción es un aumento de aproximadamente US $ 30 por unidad de producto sanguíneo.

## Historial de disponibilidad
La leucorreducción universal no se practica en todos los países. Por ejemplo, no se practica en Estados Unidos. 

Canadá, Gran Bretaña y Francia adoptaron la leucorreducción universal a fines de los años noventa. Alemania lo adoptó en 2001.
Los productos leucorreducidos están comúnmente disponibles en los Estados Unidos y algunos hospitales solo usan sangre leucorreducida, mientras que otros solo usan productos leucorreducidos en ciertas poblaciones de pacientes. Por ejemplo, Strong Memorial Hospital comenzó el uso universal de sangre leucorreducida en julio de 2000. El Centro Médico de la Universidad del Sur de Alabama comenzó a usarla en enero de 2002. El Centro Médico de Woodlands está comenzando un ensayo controlado aleatorio para investigar los beneficios de la transfusión de sangre entera leucorreducida para los pacientes de la unidad de cuidados intensivos cardiovasculares.